# Anatemnus nilgiricus
Anatemnus nilgiricus är en spindeldjursart som beskrevs av Beier 1932. Anatemnus nilgiricus ingår i släktet Anatemnus och familjen Atemnidae. Inga underarter finns listade i Catalogue of Life.